# 神槍少女
《神槍少女》是相田裕融合美少女、槍械、人體改造和特務機關陰謀要素的偏灰暗日本漫畫，延伸作品有同名電視動畫与電子遊戲。

## 概要
原為相田裕的同人誌，後來改到商業誌月刊Comic電擊大王上連載。改编電視動畫共有兩期，第一期自2003年10月8日至2004年2月18日在富士電視台播出，第二期自2008年1月7日至2008年3月31日在東京都會電視台、大阪電視台、中京電視台播出。

## 設定
故事舞台是在現代的義大利都市。政府機關「社會福祉公社」表面上是收容重傷殘障的少女，并給予医学治疗和職業訓練的社會福利機構，但實際上是洗腦被收容的少女並將她们用義肢和藥物加以改造，以使她们成為對抗恐怖份子的尖兵的组织。每位少女都搭配一位輔佐官，每位少女對其輔佐官都抱有洗脑产生的、混合了愛情及親情的感情，从而絕對忠誠于「社會福祉公社」。這一搭配被稱為。
和社會福祉公社敵對的組織是「五共和國派」，該組織是以武裝斗争方式实现北方同盟（Lega Nord）黨首Umberto Bossi提出的波河河谷分离主义的恐怖組織。

## 登場人物
格式：中文譯名（日语譯名，意大利语姓名，动画第一期及游戏声优／动画第二期声优／广播剧声优）

### 社會福祉公社
莫妮卡·瑪莉亞·佩托利斯（Monica Maria Petures）
社會福祉公社作戰部長，對恐怖攻擊採取斷然處置的態度。

#### 一期生義體
荷莉葉特（Henrietta，聲：南里侑香／阿久津加菜）
滅門血案的倖存者。個性有如偶爾任性的妹妹，細膩溫婉。因「制約」而極其崇拜甚至產生戀「兄」情結於輔佐官喬瑟，但不知道喬瑟其实是把對亡妹的感情投射在她身上。使用瑞士製SIG P239手槍與比利時製FN P90衝鋒槍。
後期因藥物副作用而開始出現記憶問題。在都靈核電廠攻堅戰中，遭遇敵人反擊時回憶起全家被蒙面歹徒滅門的心理創傷，引發爆衝失控誤傷輔佐官喬瑟，兩人在核電廠輪機房擁抱後開槍互擊頭部身亡。
黎各（Rico，聲：三橋加奈子／鹽野安莉）
原為天生的四肢麻痺殘障患者，十一岁生日时被父母送到公社。因為成為義體而能接觸之前無法體會的生活，但其輔佐官吉安只視其為工具。有時會作失去四肢而被輔佐官拋棄的噩梦，因此睡醒都會因四肢健在而感安心。個性樂天開朗、單純善良，但在命令下能毫不猶豫的殲滅目標。有極佳的感受力，對事物有強烈的好奇心。使用捷克製CZ 75手槍、美製白朗寧大威力Mark III型手槍、俄製SVD德拉古諾夫狙擊步槍、德製MG3通用機槍、比利時製FN SCAR突擊步槍。
新都靈核電廠事件一年後，在輔佐官吉安的陪伴下自然死亡。
崔耶拉（Triela，聲：仙台惠理／榎本溫子）
留著雙馬尾的淺褐色皮膚少女，輔佐官為合榭。原本是國際販童組織的受害者，被希榭及拉雪兒救出後在馬利歐的協助下找上公社，經過一年多的實驗成為義體的一員。因藥的副作用而失去味覺，在義體中屬於照顧人的大姐類型，此外還是精通多國語言的天才少女。自身很清楚被施予「制約」的情況下會有對輔佐官產生类似愛情、亲情的狀況，也因此搞不懂自己对合榭的感情是真是假。理性、自尊心較高，在合榭面前偶會表達出自己害羞與任性的一面。使用瑞士SIG P-230 SL、德國H&K P7M8、美國溫徹斯特M1897戰壕霰彈槍。
在新都靈核電廠攻堅戰中，遭敵方以M82A1反器材步槍擊斷左手和左腿，合榭趕來救援反一同被困，最後經過激戰雙雙戰死。
克拉耶絲（Claes，聲：小清水亞美／水野理紗）
崔耶拉的室友。使用德製HK VP70手槍及MP5K-PDW，在輔佐官克勞迪奧死亡後，因強大的制約效力而無法重新對新的輔佐官訂立制約，使得公社只能再次清洗掉她的记忆，让她來擔任義體開發實驗體的工作（功用類似白老鼠）。在實驗之外的時候，她可以進行許多她想做的活動（藥草種植、樂器演奏、影片欣賞、閱讀……等）。时常戴着前輔佐官送给她的平光眼镜。
安潔麗卡（Angelica，聲：寺門仁美／花澤香菜）
本名為安潔莉娜（Angelina）輔佐官是馬可。因為其父母為領巨額保險金而製造車禍，受瀕死重傷後成為義體的少女，是最初的義體。因初期制約的藥物以及使用量不成熟，而帶來失憶的副作用，使得輔佐官心血付之一炬而感到無奈且憤怒，令安潔麗卡比其他後期的義體格外辛苦。仰賴「藥」來控制義體的不適症狀。使用奧地利製斯泰爾AUG突擊步槍及同廠的M9-A1手槍（裝上戰術燈）。後為了保護馬可被恐怖份子攻擊重傷，雖然身體受創部位換新，但最後因用藥過度使腦萎縮，於黃昏時分在二課成員們的陪伴下逝世。
艾爾莎・迪・西卡（Elsa de Sica，聲：能登麻美子）
與朗洛搭擋的義體，使用瑞士SIG P229半自動手槍及SIG SG 550突擊步槍，因為不可能有回應的感情而選擇殺死輔佐官後自殺。
蓓特莉琪（Beatrice，聲：伊瀨茉莉也）
暱稱是蓓琪，輔佐官是貝納魯德，使用以色列製IWI傑里科941半自動手槍、及烏茲衝鋒槍。嗅覺敏銳。性格略显冷淡。在托斯卡剧情中出现。因克拉耶絲曾教其植物学与园艺而与其建立友谊。在威尼斯鐘樓攻堅戰中將快要自爆的飛彈丟出鐘樓時，遭賈克摩·旦堤以南非NTW-20反器材步槍擊中陣亡。
琪雅拉（Chiara）
使用德國HK MP5衝鋒槍，在威尼斯鐘樓攻堅戰中與希兒薇雅一同執行大門攻堅時遭M18A1闊刀地雷炸斷右手。
希兒薇亞（Silvia）
使用霰彈槍，在威尼斯鐘樓攻堅戰中與琪雅拉一同執行大門攻堅時遭M18A1闊刀地雷炸中陣亡。

#### 二期生義體
派特·洛希卡（Petrushka, Petruška。西里爾字母：Петрушка，聲：坂本真綾）
典故來自俄國作曲家史特拉汶斯基創作的《Petrushka》，暱稱為派特拉，16歲，俄羅斯人，本名為愛莉莎薇塔．巴拉洛斯夫卡雅，輔佐官是亞歷山德洛。原為莫斯科國立舞蹈學院·波修瓦芭蕾學校六年級的芭蕾舞學生。雖對於芭蕾來說身高不夠，但憑自身有時還過量的努力練習，技術性上很有潛能。
本來前途無可限量，但卻因醫師只注意出生地，沒注意父母來自曾發生核災的車諾比地區，而忽略要對愛莉莎薇塔做定期檢查。等出現症狀時檢查時已經骨癌末期。之後接受學校建議，學校也願意全額支付醫療費，遠從俄羅斯到義大利接受骨癌治療，但最後仍面臨截肢的命運。失去右腿後的她因想到無法再跳芭蕾舞，所以在心灰意冷下跳樓自殺。雖被救但卻重傷昏迷不醒，後來被改造為二期義體。
因派特拉的曝光率不低，所以外型與體態都被全面改造，連金髮都被換成了紅髮。而在二期生的寬鬆「制約」下，對輔佐官亞歷山德洛產生了并非為「制約」影響下的愛情。曾在醫院頂樓層邂逅过亞歷山德洛，而後成為了他的搭档，只不過這奇妙的巧合兩人都不自知。最後因為原本的血癌復發，在亞歷山德洛的陪伴下安然離世。
加特妮洛（Gattonero）
新都靈核電廠攻堅戰中，在派特拉引開裝步戰車的注意力時，以AW50攻擊裝甲運兵車。

#### 輔佐官
喬瑟（Joze，聲：木內秀信／三戶耕三）
全名喬瑟夫・庫洛奇（Gioseffo Croce，英語化則為Joseph Culloch），荷莉葉特的輔佐官。在加入社會福祉公社之前原本任職於卡賓槍騎兵隊。由於親妹妹因恐怖活動身亡而產生的感情投射因素（親情、內疚、罪惡感），平时把荷莉葉特當妹妹看待，经常带她出門游玩，不時會送禮物給她（荷莉葉特的衣著打扮在義體当中是最好的），甚至把妹妹的遺物送給荷莉葉特，但他却始终与荷莉葉特保持着距离。
新都靈核電廠攻堅戰中，荷莉葉特遭遇敵人反擊想起全家被蒙面歹徒滅門的心理創傷，引發爆衝失控誤傷輔佐官喬瑟後，兩人在核電廠輪機房擁抱後開槍互擊頭部身亡。
吉安（Jean，聲：宮本充／子安武人）
全名吉安·庫洛奇（Gian Croce，英語化則為Jean Culloch），喬瑟的兄長，黎各的輔佐官，同時也是失去輔佐官的克拉耶絲的管理者。冷酷無情，重視結果，會使用各種手段達成目標。把公社當成重要的復仇工具，因此對維護公社的存在會盡一切努力。實際上很重視親友但不會隨意顯露表情，為了替在恐怖活動中喪生的未婚妻與親人復仇而獵殺五共和國派。雖對弟弟喬瑟将死去妹妹的衣服送给荷莉葉特而感生氣，但也因家人的罹難，對弟弟感到內疚與自責。義體的命名似乎跟他妹妹的名字有關，不過其本人沒有承認。
合榭（Hilscher，聲：江原正士／松風雅也）
全名威克托爾·合榭（Victor Hilscher），德國人，本名威克托爾·赫特曼（Victor Hartmann）。崔耶拉的輔佐官，原為欧洲刑警组织的警官，因涉及國際販童組織的案件而與崔耶拉相識，在崔耶拉確定接受改造後，為了保護她而加入公社。總是送崔耶拉泰迪熊。不擅於表達自己對崔耶拉的關心，對於搭擋義體崔耶拉的突如其來的舉動常常反應不過來。
在新都靈核能發電廠攻堅戰中，崔耶拉遭敵方以M82A1擊斷左手和左腿，合榭趕來會合後經過激戰兩人一同戰死。
馬可（Marco Toni，聲：井上倫宏／矢尾一樹）
安潔麗卡的輔佐官，原為義大利內政部中央安全作戰部隊（簡稱NOCS，義大利國家警察的反恐特勤部隊）的成員，因眼睛受傷而退出轉加入公社。因為安潔麗卡的日益衰落而感到無力感。前女友從事出版業，將馬可原本要來哄安潔莉卡而編的創作《義大利麵王國的王子》集結出版為童書。
安潔麗卡過世後，轉為二期輔佐官的指揮與統籌者。
亞歷山德洛·利齊（Alessandro Ricci，聲：白石稔）
派特洛希卡的輔佐官。原為公社公安一課人員，間諜。負責五共和派的臥底行動，之後轉調到作戰二課擔任輔佐官。興趣是觀察人，擅長猜測人的身世背景、角色扮演、喬裝、談話以及化妝。在第一次與義體派特洛希卡會面，因義體外型改變以及制約的影響而感驚訝、疑惑與不可置信。而因本身不想特別了解義體原本的身分，令其兩人的第二次見面，卻渾然不知其事，即使見面後義體偶會表現出曾經的身分。對紅頭髮曾經有過不好的回憶。
克勞迪奧·拉帕羅（Claudio Labaro，聲：堀內賢雄）
克拉耶絲的輔佐官。原特警單位的上尉，退伍後受吉安的邀請而擔任輔佐官一職。腿部因特警時代的手槍意外而必須仰賴柺杖來加以行走。後期對公社的做法產生疑問而被作戰課排除在主力之外，為了揭露公社的真相決定出面舉報，後在途中死於車禍事故，疑似被公社暗殺。
朗洛（Lauro，津田英佑／未出场）
艾爾莎的輔佐官。與艾爾莎之間的關係僅有職務上的交集，導致制約技術失敗而發生悲劇。只有被相關人員做為案例提到，從未登場。

#### 作戰二課
羅連托（Rolensio）
莫妮卡的部下，作戰二課課長，原本任職於內政部的老練官員。
費洛（Fero）
負責協助輔佐官的作戰二課女性課員。
普莉希拉（Priscilla）
作戰二課女性課員，前義大利財政警察 ，主要負責情報分析。
奧莉加（Auriga）
作戰二课女性課員，俄羅斯人。
喬竅（Jorujo）
作戰二課課員，原為軍人。
阿馬迪歐（Amadeo）
作戰二課課員，原為軍人。
亞魯法松（Alfonso）
作戰二課課員。
瑪莉安娜（Marianne）
作戰二課技術部成員，專長為腦部功能分析。
比安齊（Bianchi）
作戰二課技術部成員，主要負責義體的諮商輔導。
貝利瑟·里歐（Belisairio·Leo）
作戰二課技術部成員，制約技術的主要開發者，負責義體的制約管理。
貝根提（Bergonzi）
作戰二課技術部成員，專長為人工循環器官的研究。

### 庫洛奇家族
喬邦尼·庫洛奇
吉安與喬瑟和恩莉卡的父親，米蘭地檢署檢察長。在休假時和妻子卡拉、女兒恩莉卡與準媳婦蘇菲雅·杜蘭堤一同乘車前往陶米納旅遊途中遭賈克摩·旦堤事先安裝在路邊的IED炸死。
卡拉·庫洛奇
吉安與喬瑟和恩莉卡的母親，企業法律顧問。在休假時和丈夫喬邦尼、女兒恩莉卡與準媳婦蘇菲雅·杜蘭堤一同乘車前往陶米納旅遊途中遭賈克摩·旦堤事先安裝在路邊的IED炸死。
恩莉卡·庫洛奇（Enrica Culloch，聲：阿久津加菜）
吉安與喬瑟的妹妹，國中生；除了加入足球社外，在樂器上也展現全方面的才華。喬邦尼怕吉安和喬瑟常不在家恩莉卡會寂寞，所以收養了一隻由吉安和喬瑟取名為「佛魯格列」〔意為閃電〕的大麥町狗，取名典故是他們祖父當年任職的『佛魯格列空特師團』。在休假時和父母與準大嫂一同乘車前往陶米納旅遊途中遭賈克摩·旦堤事先安裝在路邊的IED炸死。

### 五共和國派
克利斯提亞諾・薩渥納羅勒（Cristiano Savonarola，聲：龍田直樹／上田祐司）
五共和國派中的米蘭派中堅幹部。在某次任務中意外發現皮諾丘並收養他，對皮諾丘投注了利益以上的感情。
皮諾丘（Pinocchio，聲：岸尾大輔、幼年：洞內愛）
跟《木偶奇遇記》主角同名的高段殺手。對於克利斯提亞諾有著如父子般的感情。擅長用刀，曾空手擊倒過崔耶拉。因克利斯提亞諾的命令與法蘭克跟芙蘭卡搭檔合作。

### 其他恐怖分子
賈克摩・旦提（Giacomo Dante）
曾多次主導恐怖行動，身經百戰的恐怖份子，庫洛奇謀殺案的主謀、吉安與喬瑟兄弟的復仇對象。
與五共和國派曾是合作關係，在庫洛奇案發生後潛逃至非洲，直到該事件少有人問及、義大利境內恐攻事件頻傳後才又回到義大利。
由於曾協助過左派與右派的恐怖活動而被義大利當局認為是無政府主義者，輔佐官之一的亞歷山德洛認為賈克摩之所以從事恐怖活動只是想彰顯其善於鬥爭的才能，本身並沒有抱持特定的主義，甚至為了達成目標可以不問種族與出身的和他人合作。
在五共和國派被公社重創後以過人的領袖魅力將其殘黨集結起來，引發了新都靈核電廠事件，但敗在吉安與黎各的聯手之下而重傷被捕，事後新崛起的右翼勢力認為他是抗爭的象徵而打算透過各種手段將其拯救出來。
易卜拉辛・艾西克（Ibrahim Asik）
中東出身的恐怖份子，賈克摩·旦提的部下。
故鄉是個地圖上都未記載的小國家，艾西克本人則是其中的少數民族出身。本來沒有參與五共和國派的行動的理由，本人會參加只是想要因此增加名氣，讓世人關注到故鄉的政治運動。
與賈克摩是在非洲認識的，並為他過人的領袖魅力所傾倒，認為他有改變世界的可能而追隨他。
法蘭克（Franco，聲：園岡新太郎／安元洋貴）
原本協助其祖父製作爆裂物的男子。在祖父死後曾經退出、消沉，但在遇到芙蘭卡後又重拾人生的意義。芙蘭卡是其生活重心跟動機。
芙蘭卡（Franca，聲：橫山智佐／平田繪里子）
跟法蘭克一起行動的自由革命份子。原名卡緹莉娜，因父親蒙受不白之冤而與體制對抗，製作爆裂物的技巧都是習自法蘭克。

### 其他
蘇菲雅・杜蘭堤（Sophia Durante）
吉安的未婚妻；西西里島的巴勒莫地區出身。原本在義大利憲兵連隊擔任士官，對時任連隊本部參謀的中尉吉安一見鍾情而主動追求對方，後來以訂婚為契機離職。
其熱情打動了冷淡的吉安，還將近乎分崩離析的庫洛奇家族慢慢重新凝聚在一起。在休假時和準公婆與小姑一同乘車前往陶米納旅遊途中遭賈克摩·旦堤事先安裝在路邊的IED炸成重傷，於送醫後不治。
洛蓓塔・葛魯菲（Roberta Guelfi）
負責「庫洛奇事件」的羅馬地方檢察官。畢業於波隆納大學，優秀但社會經驗不足，不擅運動。奶奶為熱那亞人，長相與信念皆與拉協兒相似。
在偵辦庫洛奇事件時被公社指派的合榭、崔耶拉所保護而有了一定的交情。事後轉到拿坡里擔任檢察官，與合榭成了可以互稱彼此名字與訴說煩惱的好友。
在新都靈核電廠事件的前夕，被合榭託付了藏有公社祕密的瑞士銀行金庫鑰匙，核電廠事件結束、得知合榭的死訊後洛蓓塔在馬利歐的協助下找到該處，裡面記載了合榭與崔耶拉的過去，與保管在某處的崔耶拉的卵子。
之後接受了合榭記載中的託付，搬到美國成為律師，與養女詩佩蘭塔一起在當地生活。
拉協兒・貝洛（Rachelle Bellow，聲：小松由佳）
合榭警察時代同僚，歐洲刑事警察機構的監察醫生。在調查人口買賣案件中殉職。
帕特莉提雅（Patrizier，聲：淵崎有里子／能登麻美子）
馬可曾論及婚嫁的前女友。任職於出版社，將往昔馬可口述的自編童話「義大利麵王國的王子」加以繪本化。
薩雷斯（Salex）
義大利特種部隊GIS的少校。在崔耶拉敗給皮諾丘後曾訓練過她格鬥技巧。這是因為GIS需要與女性和小孩的戰鬥經驗，而公社方面又沒有格鬥方面的專門人才而有的交換條件。薩雷斯看穿了崔耶拉的缺點，徒手就能擊敗在義體中身體能力中最優秀的她，並傳授了她不少戰鬥心得和技巧。這些訓練讓崔耶拉在之後與皮諾丘的再度交手中成功擊敗他。
馬利歐·波西（Mario Bossi）
曾為拿坡里黑手黨家族重要成員，並涉及人口買賣，後脫離組織轉為汙點證人，在國際法庭做證。人脈極廣，因為不想牽連女兒，在歐洲過著四處遷徙的旅居生活。
瑪莉亞〔咪咪〕·馬基維利（Maria Michiavelli）
馬利歐·波西的女兒，獨自居住在拿坡里，在父親出庭時，崔耶拉負責保護她的安全，兩人因此成為好朋友。
詩佩蘭塔・葛魯菲（Speranza Guelfi）
於漫畫最終話登場，與崔耶拉有著同樣膚色，名字為義大利語「希望」的金髮碧眼少女，養母為洛蓓塔。

## 用語
義體
社會福祉公社所開發的生化人，身體有八成以上被人工器官改造，因而擁有超乎一般成年人的身體能力，並可以藉此自由改變外表。由於肉體大多為人造品，所以要判斷義體的死亡必須是在腦死的情況下。主要弱點是眼球部位，因為會直通腦部，此外，反器材步槍等大口徑的槍械也能確實對義體造成致命傷害。
在名為「制約」洗腦程序之下，對組織與輔佐官完全服從。
由於需要進行大量的改造以及進行「制約」等需求，素體多會選擇有高適應性與可塑性、精神層面也較單純的未成年人。
在接受改造後，義體會藉由「制約」與臨床心理學的技術，塑造出一個絕對忠於公社與輔佐官的全新人格，並灌輸基本戰鬥能力，原本的人格與記憶則會被封鎖在內心深處。
封鎖的記憶可經由一定的程序解開，「制約」則需要分別由羅連托課長與制約開發者貝利瑟持有的兩道密碼才能解除，但貝利瑟利用開發者的身分藏了後門，讓他可以自行解除制約。
新都靈核電廠事件結束後，倖存的義體在完成數件收尾的逮捕任務後就隨公社研究單位撤離到船隻上繼續進行研究，在船上平靜地度過餘生。
素體
受改造者在被義體化以前的稱呼。
一期生
初期接受改造的義體。性格明顯且戰力強大，但是有精神面不安定、壽命短暫、維修費用高昂等缺點。
一期生受限於制約技術的發展，個體差異明顯，且多數都有改造前的記憶混雜在現在的記憶中的困擾。
由於一期生的義體改造是屬於實驗性質，因此精神面不穩、短命等多數缺陷都是在第一具義體安潔莉卡出現狀況與過世後才得以了解。
二期生
第六卷以後登場，在新計畫中改造的義體。
壽命是一期生的兩倍以上，透過技術交換簡化維修程序以降低成本，且由於制約技術的進步，在精神面上也有很大的改善。
與一期生不同，為了保密，二期生不只體內改造，連身高、臉型、身體比例等外貌方面也有極大的改變。
輔佐官
義體的指揮者，也是制約技術的基樁。由於義體的精神面問題，應變能力不足，難以單獨執行複雜任務，因此大多數情況下義體只會了解任務概要，執行時會由輔佐官當場指揮。
輔佐官也負擔控制與監測義體的責任，義體在改造完成之後就會分配給輔佐官培養感情，每個輔佐官與義體的相處方式都不同，但是最終目的都是要避免義體在戰鬥中失控。
輔佐官多在義大利軍警單位中招募，會刻意挑選招募對恐怖組織態度嚴厲的人員。
兄妹
公社內部對輔佐官與義體的組合所用的代號。
制約
公社用來控制義體的手段，是利用催眠、藥物、電擊等方式進行洗腦，使義體有著「對輔佐官與公社絕對忠誠」、「不排斥殺人」、「為完成目標可以不惜犧牲自己」的特務適性。
公社有時也因應任務內容，透過這些手段使義體擁有特定的知識與技能。
已知這些條件中最優先的是保證輔佐官的安全，在符合條件的情況下，即使是對同為義體的同伴進行反擊也在許可範圍內。
具有許多副作用，像是喪失味覺、記憶喪失、藥癮和縮短壽命等。
公益法人社會福祉公社
簡稱福祉公社，表面上是致力於協助安置受疾病、犯罪行為或天災等因素導致家庭劇變的未成年人的慈善單位。
實際上是總理府基於義大利右翼勢力擴張以及國內治安混亂之故，於檯面下秘密設立的體制外諜報與特種作戰機關。
新都靈核電廠事件後，由於五共和國派已形同瓦解，公社被改組為純研究機構，研究部門撤離到船隻上繼續進行義體研究，作戰部門解散，各自歸建原單位或轉任正規諜報單位。
五共和國派
秉持著反國際化主義和義大利傳統的地域主義，以激烈的恐怖活動手段來達成其北義大利獨立的主張的極右翼分離組織的總稱，也是社會福祉公社最主要的打擊對象。
庫洛奇事件
是正在調查、審理五共和國派的檢察官庫洛奇一家遭到暗殺的事件。
某日，庫洛奇檢察官與其妻卡拉、女兒恩莉卡，與兒子吉安的未婚妻蘇菲雅在出發度假的時候，遭到賈克摩・旦提設置的IED炸死。當時庫洛奇家的長子吉安與次子喬瑟是卡賓槍騎兵的一員，為了令喬瑟能繼續擔任前線軍職而一同前往軍方處申訴未同行而幸免於難。
事後五共和國派（漫畫中是米蘭·北部聯盟）宣布是他們犯下了該起案件，也是五共和國派轉向為恐怖組織的開始。之後義大利政府祕密組織了「公益法人社會福祉公社」作為超越法規的諜報作戰機關來因應恐怖攻擊，並將吉安與喬瑟挖角過來作為其中的成員。
新都靈核電廠事件
賈克摩・旦提統合了五共和國派的餘黨，佔領了新都靈核電廠後，要求社會福祉公社出面與之正面對決。義大利政府內部的反社會福祉公社派認為這是將兩者一起消滅掉的好機會，於是促使社會福祉公社出動，在諸多義體與輔佐官陣亡後成功鎮壓了該次恐怖攻擊；反公社派還趁機派出軍隊試圖侵占社會福祉公社總部，但最後失敗。
事後社會福祉公社解散，五共和國派也已名存實亡。

## 出版書籍
| 冊數 | MediaWorks     | MediaWorks                                              | 台灣角川       | 台灣角川               |
| 冊數 | 發售日期       | ISBN                                                    | 發售日期       | ISBN                   |
| ---- | -------------- | ------------------------------------------------------- | -------------- | ---------------------- |
| 1    | 2002年12月15日 | ISBN 4-8402-2237-1                                      | 2004年9月21日  | ISBN 9-8674-2731-9     |
| 2    | 2003年7月15日  | ISBN 4-8402-2421-8                                      | 2004年11月17日 | ISBN 9-8674-2769-6     |
| 3    | 2004年3月15日  | ISBN 4-8402-2622-9                                      | 2004年12月23日 | ISBN 9-8674-2780-7     |
| 4    | 2004年11月15日 | ISBN 4-8402-2819-1                                      | 2005年1月25日  | ISBN 9-8672-9908-6     |
| 5    | 2005年6月15日  | ISBN 4-8402-3072-2                                      | 2005年9月1日   | ISBN 9-8671-8930-2     |
| 6    | 2006年1月15日  | ISBN 4-8402-3290-3                                      | 2006年4月25日  | ISBN 9-8617-4054-6     |
| 7    | 2006年8月15日  | ISBN 4-8402-3532-5                                      | 2006年12月16日 | ISBN 9-8617-4187-9     |
| 8    | 2007年4月15日  | ISBN 978-4-8402-3826-7                                  | 2007年7月20日  | ISBN 978-9-8617-4369-1 |
| 9    | 2007年11月27日 | ISBN 978-4-8402-4108-3                                  | 2008年6月18日  | ISBN 978-9-8617-4704-0 |
| 10   | 2008年10月27日 | ISBN 978-4-04-867387-7 ISBN 978-4-04-867432-4（限定版） | 2009年5月15日  | ISBN 978-9-8623-7103-9 |
| 11   | 2009年7月27日  | ISBN 978-4-04-867977-0                                  | 2009年12月18日 | ISBN 978-9-8623-7414-6 |
| 12   | 2010年4月27日  | ISBN 978-4-04-868567-2                                  | 2010年10月20日 | ISBN 978-9-8623-7881-6 |
| 13   | 2011年4月27日  | ISBN 978-4-04-870412-0                                  | 2012年1月11日  | ISBN 978-9-86-287528-5 |
| 14   | 2011年12月17日 | ISBN 978-4-04-886173-1                                  | 2012年6月7日   | ISBN 978-9-86-287773-9 |
| 15   | 2012年12月15日 | ISBN 978-4-04-891278-5                                  | 2013年8月17日  | ISBN 978-9-86-325469-0 |

### 各話標題
| 第一集 - 第1話 觀星（） - 第2話 Love my neighbor（） - 第3話 THE SNOW WHITE（） - 第4話 艾爾莎．狄．西卡之死（前篇）（） - 第5話 艾爾莎．狄．西卡之死（後篇）（）                                                                                   | 第二集 - 第6話 A kitchen garden（） - 第7話 Ice cream in the Spanish open space（） - 第8話 歡樂頌（） - 第9話 How beautiful my Florence is!（） - 第10話 義大利麵王國的王子（前篇）（） - 第11話 義大利麵王國的王子（後篇）（） |
| 第三集 - 第12話 Kaleidoscope（） - 第13話 皮諾丘（１）（） - 第14話 皮諾丘（２）（） - 第15話 皮諾丘（３）（） - 第16話 Sever chains of retaliation（） - 第17話 Retiring Tibetan Terrier（）                                                       | 第四集 - 第18話 Tiny joy, tearless grief（） - 第19話 咪咪．馬基維利（） - 第20話 托斯卡（） - 第21話 「靈巧之蛇、馴良之鴿」（） - 第22話 She is a flower that blossoms in bona fides.（）                                       |
| 第五集 - 第23話 泡沫（） - 第24話 卡緹莉娜（） - 第25話 皮諾丘（４）（） - 第26話 皮諾丘（５）（） - 第27話 皮諾丘（６）（） | 第六集 - 第28話 Dum spiro, spero.（） - 第29話 Fantasma（） - 第30話 Reincarnation（） - 第31話 波修瓦芭蕾學校（） - 第32話 視線（）                                                                                             |
| 第七集 - 第33話 她的庭園（） - 第34話 誓言（） - 第35話 Lingering hope（） - 第36話 The sheep and the goats（） - 第37話 勇者無懼（） | 第八集 - 第38話 黑天鵝之舞（） - 第39話 Lady Rosso（１）（） - 第40話 Lady Rosso（２）（） - 第41話 Lady Rosso（３）（） - 第42話 Mind Speech（） - 第43話 Lady Rosso（４）（） - 第44話 Lady Rosso（５）（）                    |
| 第九集 - 第45話 Crepuscolo(1)（） - 第46話 Crepuscolo(2)（） - 第47話 Crepuscolo(3)（） - 第48話 Crepuscolo(4)（） - 第49話 三個擁抱（） - 第50話 兩種想法（）                                                                                      | 第十集 - 第51話 燭火（） - 第52話 暗殺任務（） - 第53話 重逢（） - 第54話 告白（） - 第55話 善意之花（） - 第56話 回歸鳥籠（） - 第57話 復仇（１）（） - 第58話 復仇（２）（）                                                   |
| 第十一集 - 第59話 記憶的牢籠 - 第60話 復仇(3)（） - 第61話 復仇(4)（） - 第62話 復仇(5)（） - 第63話 蓓特莉琪 - 第64話 「失敗者」的戰場 - 第65話 歡迎回來，恩莉卡 - 第66話 藍色王子                                                                 | 第十二集 - 第67話 新的家人 - 第68話 庫洛奇事件(1) - 第69話 庫洛奇事件(2) - 第70話 庫洛奇事件(3) - 第71話 庫洛奇事件(4) - 第72話 Fantasma(2) - 第73話 addio                                                                       |
| 第十三集 - 第74話 soldato（） - 第75話 遺言（） - 第76話 佔領核電廠（） - 第77話 The Nature（） - 第78話 終焉(1)（） - 第79話 終焉(2)（） - 第80話 終焉(3)（） - 第81話 終焉(4)（） - 第82話 獵戶座（）                                             | 第十四集 - 第83話 救贖（） - 第84話 與往事的邂逅（） - 第85話 復仇女神(1)（） - 第86話 復仇女神(2)（） - 第87話 復仇女神(3)（） - 第88話 桥上的贺雷修斯(1)（） - 第89話 桥上的贺雷修斯(2)（） - 第90話 復仇女神(4)（）           |
| 第十五集 - 第91話 拂曉微光⑴（） - 第92話 拂曉微光⑵（） - 第93話 拂曉微光⑶（） - 第94話 拂曉微光⑷（） - 第95話 生還者（） - 第96話 The Dying Swan⑴（） - 第97話 The Dying Swan⑵（） - 第98話 赫特曼的信（） - 第99話 暮冬（） - 第100話 「希望」（） | |

## 電視動畫
神槍少女第一期電視動畫《神槍少女》在日本從2003年10月8日起播放至2004年2月18日，共13集。第二期電視動畫《神槍少女 -IL TEATRINO-》在日本從2008年1月7日起播放至2008年3月31日，共13集。

### 第一期

#### 製作人員
- 原作：相田裕（MediaWorks《月刊漫畫電擊大王》）
- 製作：中山晴喜
- 企劃：片岡義朗、佐藤辰男、丸山正雄、松本慶明
- 企劃協力：梅澤淳、亦野誠二
- 監督：淺香守生
- 系列構成：武上純希
- 角色設定：阿部恒
- 美術監督：池田尚
- 色彩設定：角本百合子
- 攝影監督：宮田崇弘
- 音響演出：平光琢也
- 錄音調整：小原吉男
- 音響效果：西村睦弘
- 音樂：佐橋俊彥
- 音樂製作人：淺田裕之
- 製作人：濱野貴敏、吉本聰、渡邊和哉、大井守
- 動畫製作：Madhouse
- 製作：Marvelous Entertainment、富士電視台

#### 主題曲
- 片頭曲：「THE LIGHT BEFORE WE LAND」

作曲：the delgados
- 片尾曲：「DOPO IL SOGNO～～」

歌：op.（オーパス）
作詞： 、作曲：佐橋俊彥、編曲：佐橋俊彥、三村奈奈惠
※歌詞是義大利文。
- 插入曲：「Woke From Dreaming」

作曲：the delgados

#### 各話列表
| 集數 | 日文標題（義大利文）                  | 中文標題 | 劇本              | 分鏡     | 演出     | 作畫監督        | 總作畫監督      |
| ---- | ------------------------------------- | -------- | ----------------- | -------- | -------- | --------------- | --------------- |
| 1    | - fratello -                          | 兄妹     | 武上純希          | 淺香守生 | 川村賢一 | 香月邦夫        | 阿部恒          |
| 2    | - orione -                            | 天體觀測 | 武上純希          | 淺香守生 | 有富興二 | 香月邦夫        | 阿部恒          |
| 3    | - ragazzo -                           | 少年     | 武上純希 植野慶子 | 小島正幸 | 依田正彥 | 今里佳子        | 阿部恒          |
| 4    | - bambola -                           | 人偶     | 筆安一幸          | 青山浩行 | 中村亮介 | 石井久美        | 阿部恒          |
| 5    | - promessa -                          | 約定     | 砂山藏澄          | 片淵須直 | 太田雅彥 | 室井富美江      | 阿部恒          |
| 6    | - gelato -                            | 報酬     | 武上純希          | 片淵須直 | 岩永彰   | 渡邊和夫        | 阿部恒          |
| 7    | - protezione -                        | 守護     | 植野慶子          | 小澤一浩 | 小澤一浩 | 丸山泰英        | 阿部恒          |
| 8    | - Il Principe del regno della pasta - | 童話     | 筆安一幸          | 佐藤真二 | 白石道太 | 松崎一          | 阿部恒          |
| 9    | - Lycoris radiata Herb -              | 彼岸花   | 植野慶子          | 川村賢一 | 川村賢一 | 香月邦夫        | 阿部恒          |
| 10   | - amare -                             | 戀慕     | 筆安一幸          | 山本沙代 | 山本沙代 | 山本善哉        | 阿部恒          |
| 11   | - febbre alta -                       | 熱病     | 筆安一幸          | 駒井一也 | 千葉大輔 | 石川洋一        | 阿部恒          |
| 12   | - simbiosi -                          | 共生     | 武上純希          | 古橋一浩 | 山口武志 | Lee Si Min      | 阿部恒 石井久美 |
| 13   | - stella cadente -                    | 流星     | 武上純希          | 淺香守生 | 川村賢一 | 山本善哉 阿部恒 | 阿部恒          |

### 第二期

#### 製作人員
- 原作・總監修：相田裕
- 總監督：石踊宏
- 監督：真野玲
- 總監修補佐：杉原
- 系列構成、角色設定原案：相田裕
- 系列構成協力：浦畑達彥
- 主要角色設定、總作畫監督：杉光登
- 次要角色設定、總作畫監督：小關雅、川島勝
- 小物設定、小物總作畫監督：伊佐秀朗
- 槍械總監修：又野弘道
- 槍械設定、鈍器總作畫監督：江田忠一
- 槍械特殊効果：酒井壽一
- 槍械製作進行：石倉宏泰
- 美術監督：西倉力
- 色彩設計：佐藤裕子
- 攝影監督：大西博
- 音響監督：平光琢也
- 編輯：村井秀明
- 音樂：大谷幸
- 音樂製作人：長谷川雄介
- 音樂製作：Marvelous Entertainment
- 動畫製作：ARTLAND
- 製作人：丸山創、吉井敏久
- 助手製作人：村岡康成
- 流水線製作人：渡邊秀信
- 製作編輯：岡野修一郎
- 製作：Marvelous Entertainment

#### 主題曲
片頭曲
歌：KOKIA
作詞、作曲：KOKIA、編曲：KOKIAn'S
片尾曲
- 「doll」

歌：Lia、多田葵
作詞、作曲：麻枝准、編曲：ANANT GARDE EYES
- 第8話片尾曲：

歌：多田葵
作詞、作曲：英格蘭民謠、編曲：冬野龍彥
- 第13話片尾曲：「human」

歌：Lia
作詞、作曲：麻枝准、編曲：ANANT GARDE EYES

#### 各集列表
| 集數  | 日文標題 | 中文標題                | 劇本            | 分鏡           | 演出              | 作畫監督                                                                              |
| ----- | -------- | ----------------------- | --------------- | -------------- | ----------------- | ------------------------------------------------------------------------------------- |
| 1     |          | 兩人的距離 兄妹         | 相田裕 浦畑達彥 | 石踊宏         | 川西泰二          | 白石達也 小林亮                                                                       |
| 2     |          | 皮諾丘                  | 相田裕 浦畑達彥 | 多田貴大       | 松浦錠平          | 田中宏紀                                                                              |
| 3     |          | 擬仿物                  | 相田裕 浦畑達彥 | 又野弘道       | 又野弘道          | 小山知洋                                                                              |
| 4     |          | 安潔麗卡的復歸          | 相田裕          | 石踊宏         | 楠木巨樹          | 柳瀨讓二 石井                                                                         |
| 5     |          | 泡沫與追憶              | 相田裕          | 成田歲法       | 村田尚樹          | 飯飼一幸                                                                              |
| 6     |          | 西藏小獵犬的引退        | 相田裕          | 水本葉月       | 水本葉月          | 道下康太 山崎正和 田中 阿部航 菊池晃 明珍宇作                                         |
| 7     |          | 卡緹莉娜 報復的圓環     | 相田裕          | 左藤洋二       | 山口賴房          |                                                                                       |
| 8     |          | 克拉耶絲的一天          | 相田裕          | 福富博         | 松浦錠平          | 松下純子                                                                              |
| 9     |          | 靈巧之蛇 馴良之鳩       | 相田裕          | 又野弘道       | 又野弘道          | 小山知洋                                                                              |
| 10    |          | 善意之花                | 相田裕          | 水本葉月       | 京極尚彥          | 柳瀨讓二                                                                              |
| 11    |          | 萌芽的感情              | 相田裕          | 左藤洋二       | 村田尚樹          | 飯飼一幸                                                                              |
| 12    |          | 戰鬥的人偶              | 相田裕          | 成田歲法       |                   | 高乘陽子 杉光登 川島勝 伊佐秀朗                                                       |
| 13    |          | 然後皮諾丘成為人類      | 相田裕          | 石踊宏         | 高島大輔 小田原男 | 松下純子 氏家嘉宏 明珍宇作 杉光登 小關雅 川島勝 伊佐秀朗                              |
| OVA 1 |          | 威尼斯的光芒 心靈的黑暗 | 相田裕          | おざわかずひろ | 石川敏浩          | 保怜諸家印 古谷田順久 いいずみとしおみ 石田啓一 伊藤祐毅 大河原晴男 佐藤真史 都竹隆治 |
| OVA 2 |          | 夢中幻影                | 相田裕          | 福富博         | 高島大輔          | 小關雅                                                                                |

## 遊戲
跟動畫幾乎同期製作的Playstation 2三部曲射擊遊戲，跟動畫DVD一起發售，第一部於2004年4月8日發售，之後連續分別於同年6月17日及8月19日發售，故事主線是荷莉葉特跟喬瑟組追捕叛逃的義體跟輔佐官，追加了原創義體琵雅跟輔佐官亞涅斯特。

## CD
- GUNSLINGER GIRL Image Album 「poca felicità」

1. La ragazza col fucile／歌：JOSEFA
2. Il fratello （inst.）
3. Lui si chiama...／歌：南里侑香
4. La principessa del regno del sole／歌：三橋加奈子
5. Biancaneve bruno／歌：仙台惠理
6. Pinocchio （inst.）
7. Claes tranquillo／歌：小清水亞美
8. La principessa del regno della pasta／歌：寺門仁美
9. Io mi chiamo...／歌：能登麻美子
10. La ragazza （inst.）
11. La ragazza col fucile e poca felicità／歌：JOSEFA

※ 作詞、作曲、製作：Revo（Sound Horizon）

## 腳注
1. ↑  現實中的義大利政府並無此机关。
2. ↑  義大利語「兄妹」
3. ↑  現實中的義大利並無此組織。
4. ↑  義大利北部真實存在的同名地方性政党并不支持恐怖活動。
5. ↑  又譯為祖捷。
6. ↑  義大利的國家憲兵
7. ↑  又譯為約翰。
8. ↑  又譯為拿帕羅。
9. ↑  .   [2015年3月9日]. （原始内容存档于2016年3月29日） （日语）.

## 外部連結
- .   [2011年3月22日]. （原始内容存档于2009年2月12日）.（日語）
- .   [2019年4月29日]. （原始内容存档于2009年1月21日）.（日語）
- GUNSLINGER GIRL volume.III 遊戲官方網站 （页面存档备份，存于）（日語）